# Futurama (jeu vidéo)
Pour les articles homonymes, voir Futurama (homonymie).
 (juillet 2019).
Si vous disposez d'ouvrages ou d'articles de référence ou si vous connaissez des sites web de qualité traitant du thème abordé ici, merci de compléter l'article en donnant les références utiles à sa vérifiabilité et en les liant à la section « Notes et références ».
Futurama est un jeu de plates-formes en 3D sorti en 2003 sur PlayStation 2 et Xbox (le projet de développement sur GameCube a été abandonné). Il se déroule dans l'univers de la série d'animation Futurama.